# ℃-ute Cutie Circuit 2009 〜Five〜
『℃-ute Cutie Circuit 2009 〜Five〜』（キュートキューティーサーキット 2009 ファイブ）は、2009年11月21日によみうりランドオープンシアターEASTで開催された℃-uteのアルバム発売記念イベントである。2010年2月17日発売。発売元はゼティマ。

## DVD
『℃-ute Cutie Circuit 2009 〜Five〜』（2010年2月17日）
11月21日によみうりランドにて行われたイベントの模様を収録。
1. OPENING
2. 通学ベクトル
3. JUMP
4. MC1
5. FOREVER LOVE
6. 美少女心理
7. 涙の色
8. MC2（矢島舞美・中島早貴）
9. MC3：DJマイマイ、MCチッサー&MCカッパー〜ソロコーナー〜（鈴木愛理・岡井千聖・萩原舞）
10. LALALA 幸せの歌 （歌：萩原舞）
11. 甘い罠（歌：岡井千聖）
12. EVERYDAY YEAH!片思い（歌：矢島舞美）
13. As ONE（歌：鈴木愛理）
14. めぐる恋の季節（歌：中島早貴）
15. 桜チラリ
16. EVERYDAY 絶好調!!
17. MC4
18. 大きな愛でもてなして
19. 都会っ子 純情
20. まっさらブルージーンズ
21. ENCORE：MC5
22. ENCORE：わっきゃない(Z)
23. ENCORE：SHOCK!
24. ENCORE：Big dreams